# Mýrarfjall
Mýrarfjall är ett berg i republiken Island. Det ligger i regionen Västfjordarna, 230 km norr om huvudstaden Reykjavík. . Närmaste större samhälle är Súðavík, omkring 19 kilometer sydväst om Mýrarfjall.